# Amelia, Louisiana
Amelia är en ort i St. Mary Parish i delstaten Louisiana, USA.